# Gene Wilder
Jerome Silberman (Milwaukee, 11 de junho de 1933 — Stamford, 29 de agosto de 2016), conhecido pelo nome artístico de Gene Wilder, foi um ator, roteirista e cineasta norte-americano. Wilder ficou conhecido por seus papéis cômicos e por interpretar o personagem Willy Wonka, na primeira versão de A Fantástica Fábrica de Chocolate (1971), pelo qual foi indicado ao Globo de Ouro de Melhor ator em musical ou comédia.
Durante sua carreira, Wilder recebeu duas indicações ao Oscar, uma de Melhor Ator Coadjuvante, pelo filme Primavera Para Hitler, de 1969, outra de Melhor Roteiro Adaptado, por O Jovem Frankenstein, de 1975, em colaboração com Mel Brooks. Em 2003 venceu um Emmy Award de Melhor Ator Convidado em Série de Comédia, com sua participação na série Will & Grace, seu último trabalho como ator.
Wilder dirigiu e escreveu vários de seus filmes. Ele colaborou com Mel Brooks nos filmes The Producers (1967), Blazing Saddles (1974) e Young Frankenstein (1974), e com Richard Pryor nos filmes Silver Streak (1976), Stir Crazy (1980), See No Evil, Hear No Evil (1989) e Another You (1991).
Após se aposentar, Wilder voltou sua atenção para a escrita. Em 2005 escreveu sua autobiografia, Kiss Me Like a Stranger, além de cinco outros livros.  
Wilder morreu aos 83 anos, em Stamford, Connecticut, devido a complicações da Doença de Alzhemier, no dia 29 de agosto de 2016. Ele havia sido diagnosticado três anos antes de sua morte, mas manteve o conhecimento de sua condição em segredo.

## Biografia
Gene Wilder nasceu Jerome Silberman, em 11 de junho de 1933, em Milwaukee , Wisconsin, filho de Jeanne Silberman e William J. Silberman, um fabricante e vendedor. Seu pai era um imigrante judeu russo, assim como seus avós maternos. Wilder começou a se interessar por atuar aos oito anos, quando sua mãe foi diagnosticada com febre reumática e o médico disse a ele para "tentar fazê-la rir". Wilder foi criado como judeu, mas em seu livro publicado em 2005 declarou: "Não tenho nenhuma outra religião. Sinto-me muito judeu e muito grato por ser judeu. Mas não acredito em Deus ou em nada a ver com a religião judaica."
Aos 11 anos viu sua irmã, que estava estudando atuação, se apresentando no palco, e a experiência o cativou. Ele perguntou à professora dela se poderia se tornar seu aluno, e a professora disse que se ele ainda estivesse interessado aos 13 anos, ele aceitaria Wilder como aluno. No dia seguinte ao Wilder completar 13 anos, ele ligou para a professora, que o aceitou; Wilder estudou com ele por dois anos.
Quando sua mãe sentiu que o potencial de seu filho não estava sendo totalmente aproveitado em Wisconsin, ela o enviou para Black-Foxe, um instituto militar em Hollywood, onde ele foi abusado sexualmente, fato revelado em sua autobiografia de 2005. Após uma curta estadia malsucedida em Black-Foxe, Wilder voltou para casa e se envolveu cada vez mais com a comunidade teatral local. Ele se apresentou pela primeira vez para um público pagante aos 15 anos, como Balthasar (o servo de Romeu) em uma produção de Romeu e Julieta de Shakespeare. Ele se formou na Washington High School, em 1951.
Wilder estudou Comunicação e Artes Cênicas na Universidade de Iowa, onde foi membro da fraternidade Alpha Epsilon Pi.  Após sua graduação em 1955, ele foi aceito na Bristol Old Vic Theatre School, em Bristol, Inglaterra. Após seis meses estudando esgrima, Wilder se tornou o primeiro calouro a vencer o Campeonato de Esgrima da Faculdade. Wilder teve que retornar aos EUA quando foi convocado para o Exército, em 10 de setembro de 1956. No final do treinamento de recrutas, ele foi designado para um corpo médico, onde escolheu servir como paramédico no Departamento de Psiquiatria e Neurologia do Valley Forge Military, em Phoenixville, Pensilvânia. Em novembro de 1957, sua mãe morreu de câncer de ovário. Ele foi dispensado do exército um ano depois e se mudou para o Queens, em Nova York. Uma bolsa de estudos no HB Studio permitiu que ele se tornasse um estudante em tempo integral. Nessa época, ele se sustentou como motorista de limusine e instrutor de esgrima.
Ele fez sua estreia nas telas em um episódio da série de TV The Play of the Week, em 1961. Seu primeiro papel no cinema foi o de um refém no filme de 1967, Bonnie and Clyde.
Após se aposentar, ele passou a maior parte do tempo pintando aquarelas, escrevendo livros e participando de iniciativas de caridade. Wilder apoiava o partido democrata e doou para a campanha presidencial de Barack Obama, em 2008.

## Vida Pessoal
Wilder conheceu sua primeira esposa, Mary Mercier, enquanto estudava no HB Studio, em Nova York. Eles se casaram em 22 de julho de 1960, se divorciando em 1965. Poucos meses depois, Wilder começou a namorar Mary Joan Schutz, uma amiga de sua irmã. Schutz tinha uma filha, Katharine, de um casamento anterior. Quando Katharine começou a chamar Wilder de "pai", ele decidiu fazer o que sentia ser "a coisa certa a fazer", casando-se com Schutz em 27 de outubro de 1967 e adotando Katharine no mesmo ano. Schutz e Wilder se separaram após sete anos de casamento. Após o divórcio, ele namorou brevemente sua colega de elenco de Frankenstein, Teri Garr.
Wilder conheceu a atriz do Saturday Night Live Gilda Radner, em agosto de 1981, durante as filmagens do longa Hanky Panky, de Sidney Poitier. Gilda era casada com o guitarrista GE Smith. Em 1982, ela se divorciou de Smith e foi morar com Wilder e eles se casaram em 14 de setembro de 1984, no sul da França. O casal queria ter filhos, mas Gilda sofreu vários abortos espontâneos e os médicos não conseguiam determinar o problema, fazendo Gilda receber uma série de diagnósticos errados. Depois de sentir muita fadiga e dores na parte superior das pernas no set de Haunted Honeymoon, Gilda procurou a opinião de outro médico, quando foi diagnosticada com câncer de ovário, em outubro de 1986. Durante o ano e meio, Gilda fez tratamentos de quimioterapia e radioterapia, mas acabou recebendo um diagnostico de metástase e morreu em 20 de maio de 1989. Após isso, Wilder tornou-se ativo na promoção da conscientização e do tratamento do câncer, ajudando a fundar o "Gilda Radner Ovarian Cancer Detection Center" e o Gilda's Club, um grupo de apoio para aumentar a conscientização sobre o câncer, que começou na cidade de Nova York e se expandiu por todo o país.
Enquanto se preparava para seu papel como um homem surdo em See No Evil, Hear No Evil, Wilder conheceu Karen Boyer, que o treinou em leitura labial. Após a morte de Gilda, Wilder e Boyer se reconectaram e, em 8 de setembro de 1991 se casaram, ficando juntos até a morte de Wilder em 2016.
Wilder foi diagnosticado com Linfoma não Hodgkin, em 1999. Após um longo tratamento envolvendo quimioterapia e um transplante de medula óssea, ele afirmou que o câncer estava em remissão, em março de 2005.

## Filmografia
| Ano       | Título original                                                         | Título no Brasil                                                        | Papel                      | Notas                                                                     |
| --------- | ----------------------------------------------------------------------- | ----------------------------------------------------------------------- | -------------------------- | ------------------------------------------------------------------------- |
| 1966      | Death of a Salesman                                                     | A Morte do Caixeiro Viajante                                            | Bernard                    | Telefilme                                                                 |
| 1967      | Bonnie and Clyde                                                        | Uma rajada de balas                                                     | Eugene Grizzard            |                                                                           |
| 1968      | The Producers                                                           | Primavera para Hitler                                                   | Leo Bloom                  | Indicado ao Oscar de Melhor Ator Coadjuvante                              |
| 1970      | Start the Revolution Without Me                                         | Mercenários num Reino em Chamas                                         | Claude / Philippe          |                                                                           |
| 1970      | Quackser Fortune Has a Cousin in the Bronx                              |                                                                         | Quackser Fortune           |                                                                           |
| 1971      | Willy Wonka & the Chocolate Factory                                     | A fantástica fábrica de chocolate                                       | Willy Wonka                |                                                                           |
| 1972      | Everything You Always Wanted to Know About Sex (But Were Afraid to Ask) | Tudo que você sempre quis saber sobre sexo, mas tinha medo de perguntar | Doutor Ross                |                                                                           |
| 1972      | The Scarecrow                                                           |                                                                         | Lord Ravensbane            | Telefilme                                                                 |
| 1974      | Thursday's Game                                                         | O jogo de quinta-feira                                                  | Harry Evers                | Telefilme                                                                 |
| 1974      | Rhinoceros                                                              |                                                                         | Stanley                    |                                                                           |
| 1974      | Blazing Saddles                                                         | Banzé no Oeste                                                          | Jim "Waco Kid"             |                                                                           |
| 1974      | The Little Prince                                                       | O pequeno príncipe                                                      | Raposa                     |                                                                           |
| 1974      | Young Frankenstein                                                      | O Jovem Frankenstein                                                    | Dr. Frederick Frankenstein | Co-roteirista com Mel Brooks Indicado ao Oscar de Melhor Roteiro Adaptado |
| 1975      | The Adventure of Sherlock Holmes' Smarter Brother                       | O irmão mais esperto de Sherlock Holmes                                 | Sigerson Holmes            | Também diretor                                                            |
| 1976      | Silver Streak                                                           | O expresso de Chicago                                                   | George                     |                                                                           |
| 1977      | The World's Greatest Lover                                              | O maior amante do mundo                                                 | Rudy Hickman               | Também diretor, escritor e produtor                                       |
| 1979      | The Frisco Kid                                                          | O rabino e o pistoleiro                                                 | Avram                      |                                                                           |
| 1980      | Sunday Lovers                                                           | Amantes sensuais                                                        | Skippy                     | Também diretor e escritor                                                 |
| 1980      | Stir Crazy                                                              | Loucos de dar nó                                                        | Skip Donahue               |                                                                           |
| 1982      | Hanky Panky                                                             | Hanky Panky: Uma dupla em apuros                                        | Michael Jordon             |                                                                           |
| 1984      | The Woman in Red                                                        | A dama de vermelho                                                      | Theodore Pierce            | Também diretor e escritor                                                 |
| 1986      | Haunted Honeymoon                                                       | Lua-de-mel assombrada                                                   | Larry Abbott               | Também diretor e escritor                                                 |
| 1989      | See No Evil, Hear No Evil                                               | Cegos, surdos e loucos                                                  | Dave                       | Também escritor                                                           |
| 1990      | Funny About Love                                                        | As coisas engraçadas do amor                                            | Duffy Bergman              |                                                                           |
| 1991      | Another You                                                             | Um sem juízo, outro sem razão                                           | George / Abe Fielding      |                                                                           |
| 1994-1995 | Something Wilder                                                        |                                                                         | Gene Bergman               | Série de TV; 18 episódios                                                 |
| 1999      | Murder In A Small Town                                                  | Crime numa pequena cidade                                               | Cash Carter                | Telefilme; co-roteirista                                                  |
| 1999      | Alice in Wonderland                                                     | Alice no país das maravilhas                                            | Mock Turtle                | Telefilme                                                                 |
| 1999      | The Lady In Question                                                    | A Dama em Questão                                                       | Larry 'Cash' Carter        | Telefilme; co-roteirista                                                  |
| 2002-2003 | Will & Grace                                                            |                                                                         | Sr. Stein                  | Série de TV; 2 episódios                                                  |
| 2005      | Expo: Magic of the White City                                           |                                                                         | Narrador                   | Documentario                                                              |

## Galeria

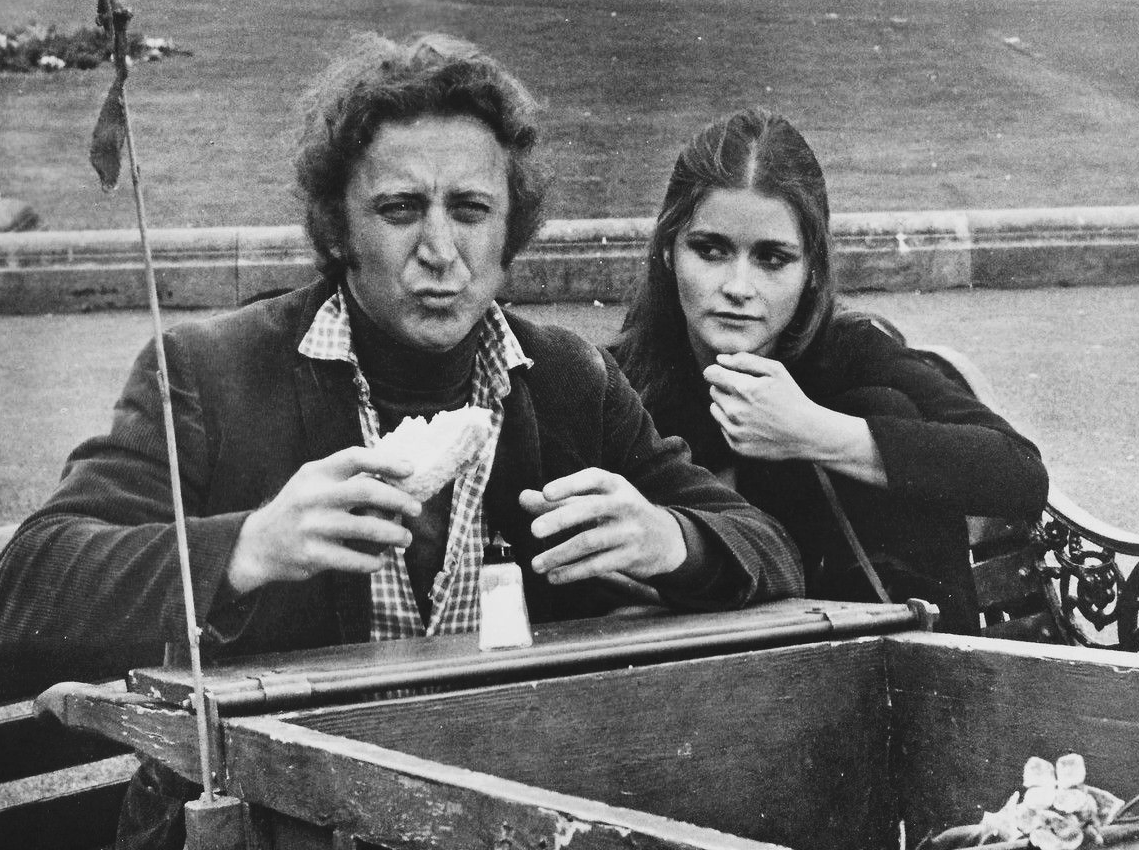
Com Margot Kidder em 1970, durante as filmagens de Quackser Fortune Has a Cousin in the Bronx.
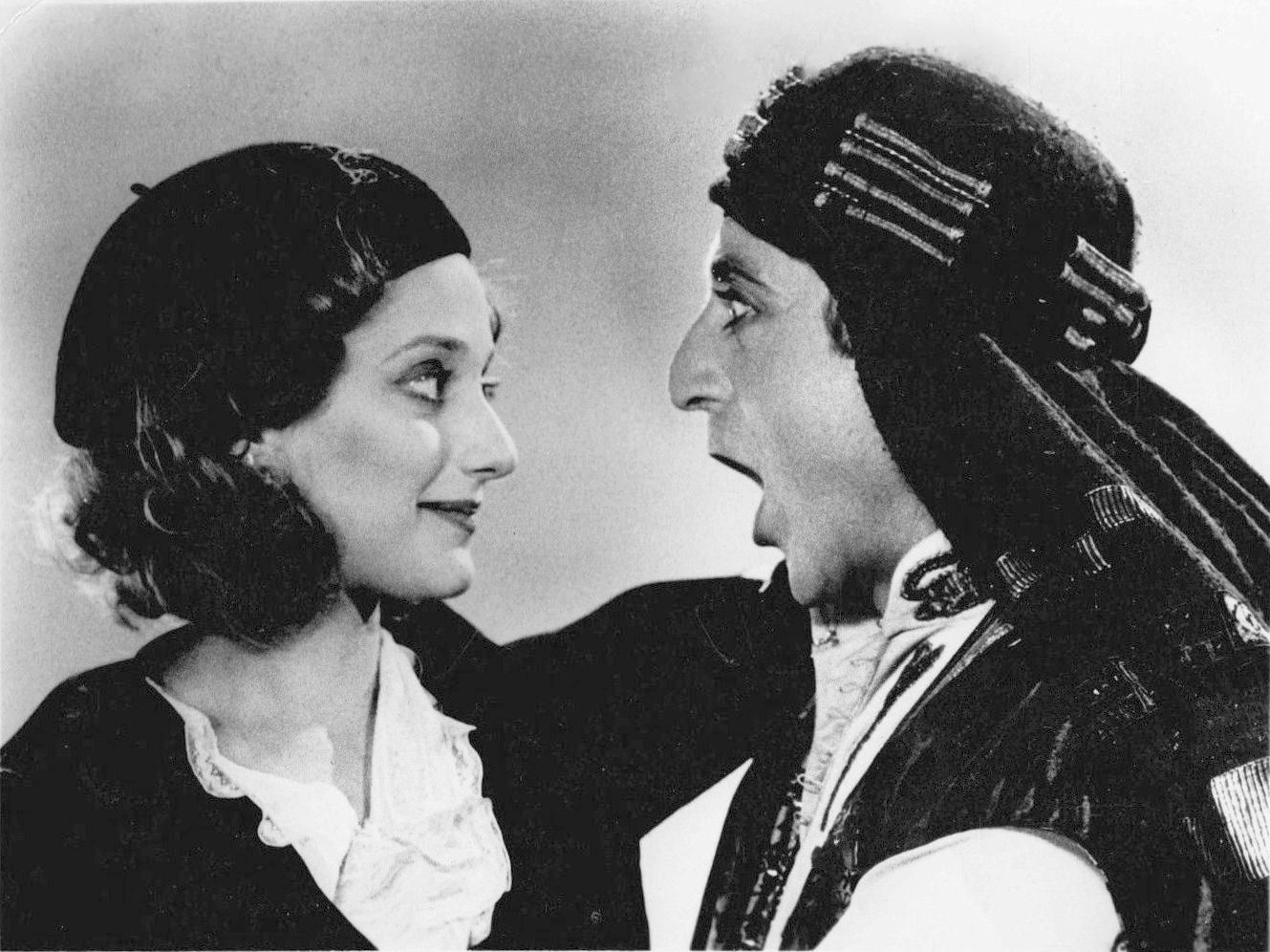
Com Carol Kane, em foto promocional do filme de 1977, The World's Greatest Lover.
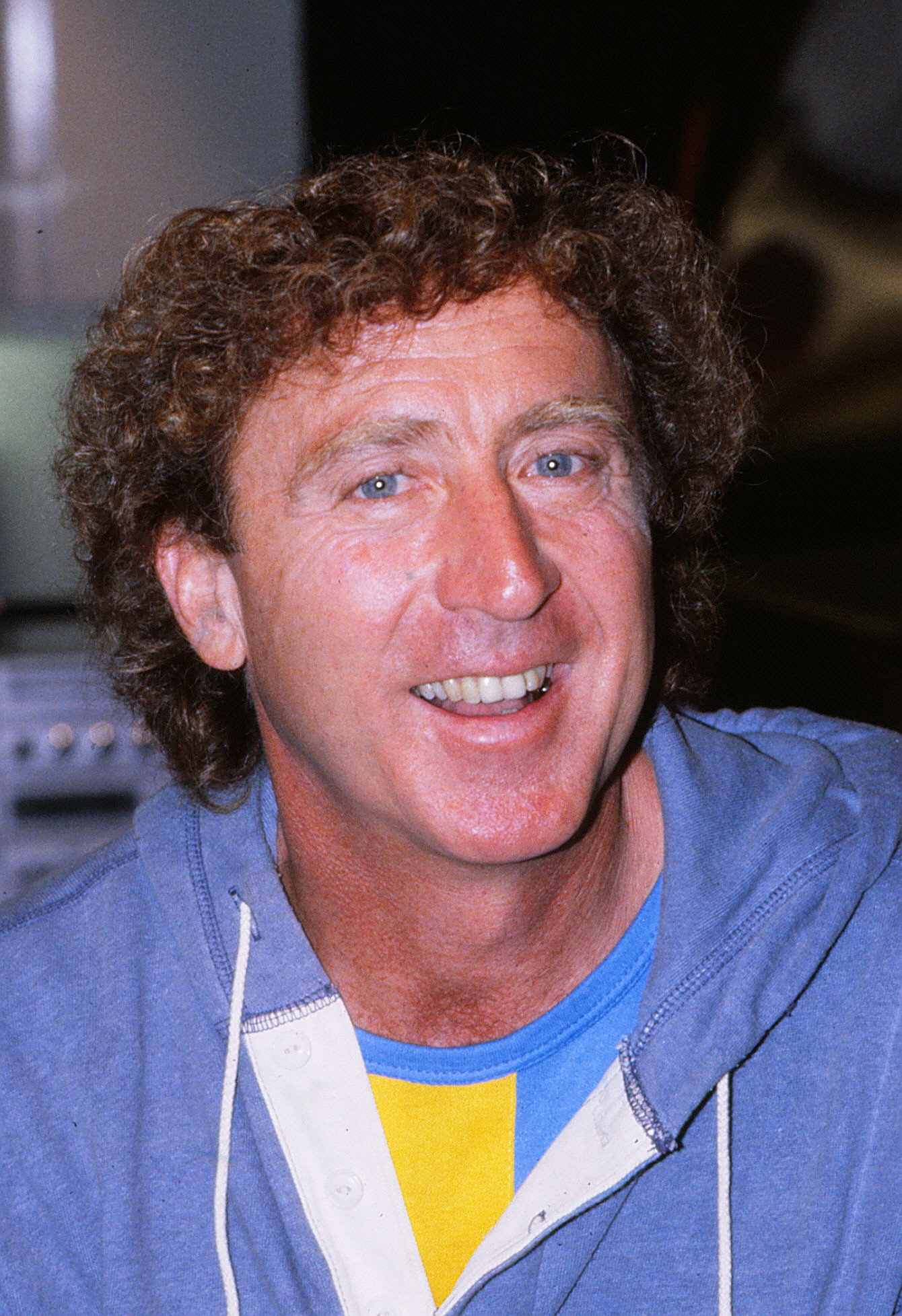
Em outubro de 1984.
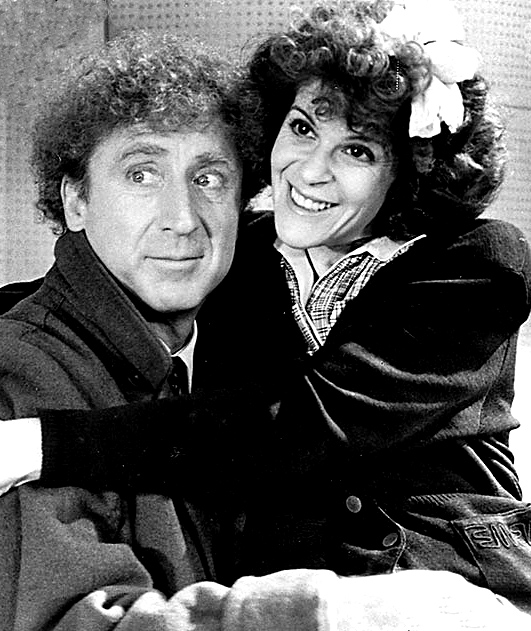
Com a esposa Gilda Radner em 1986.
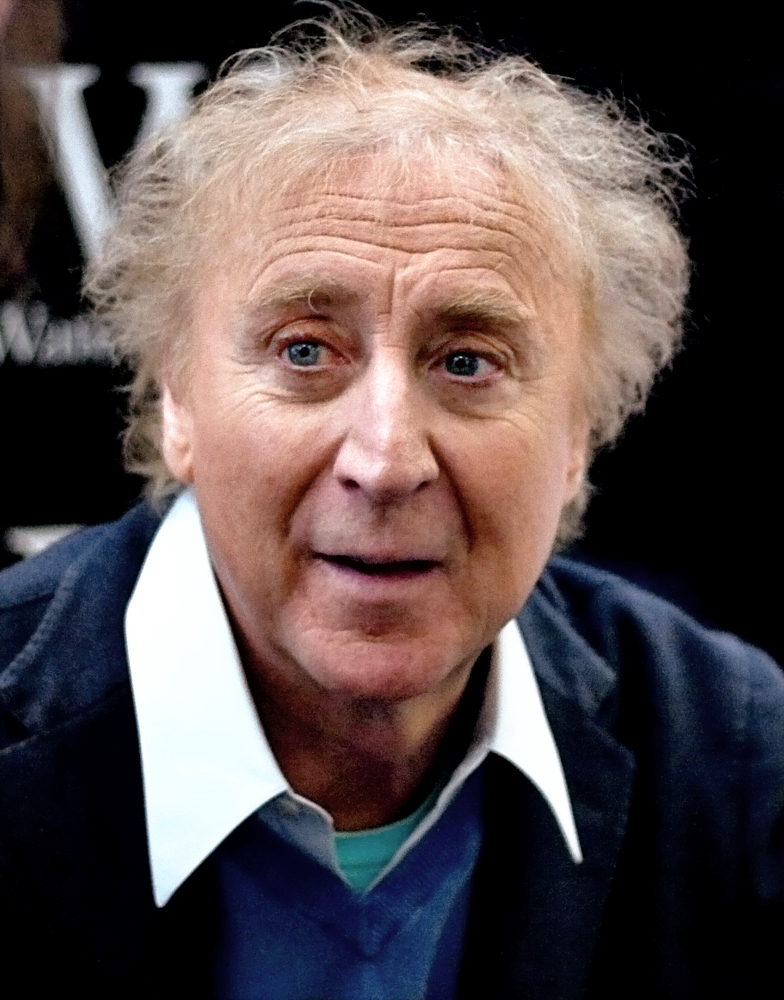
Em maio de 2007.